# I'm His, He's Mine
I'm His, He's Mine è un singolo della cantante statunitense Katy Perry, pubblicato il 13 settembre 2024 come terzo estratto dal settimo album in studio 143.

## Descrizione
Il brano, che vede la partecipazione della rapper e cantante statunitense Doechii, contiene alcuni campionamenti della canzone Gypsy Woman (She's Homeless), scritta da Neal Conway e Crystal Waters.

## Video musicale
Il video, diretto da Torso, è stato pubblicato sul canale YouTube di Katy Perry in concomitanza con l'uscita del singolo. Le scene sono state girate per le strade di Barcellona.

## Tracce
Testi e musiche di LunchMoney Lewis, Ryan Ogren, Lukasz Gottwald, Crystal Waters, Ferras Alqaisi, Jaylah Hickmon, Katy Perry, Neal Conway, Rocco Valdes, Theron Thomas.
1. I'm His, He's Mine (feat. Doechii) – 3:18

## Classifiche
| Classifica (2024) | Posizione massima |
| ----------------- | ----------------- |
| Stati Uniti       | 124               |

## Date di pubblicazione
| Paese       | Data              | Formato                      | Nota   |
| ----------- | ----------------- | ---------------------------- | ------ |
| Mondo       | 13 settembre 2024 | Download digitale, streaming | [ 8 ]  |
| Stati Uniti | 1º ottobre 2024   | Contemporary hit radio       | [ 9 ]  |
| Italia      | 8 ottobre 2024    | Contemporary hit radio       | [ 10 ] |